# Higashiyama Sky Tower
La torre de observación Higashiyama Sky Tower se encuentra ubicada en el Zoológico y Jardín Botánico Higashima en la ciudad de Nagoya, en el Japón central.
Alberga cabinas de observación y un restaurante a 100 metros sobre el terreno. Es un punto de referencia en el área.